# Fernand Wiedemann-Goiran
Pour les articles homonymes, voir Wiedemann.
Fernand Wiedemann-Goiran est un industriel et homme politique français né le 26 juillet 1889 à Nice, dans les Alpes-Maritimes, et décédé le 1er octobre 1967 à Paris.

## Biographie
Ancien élève du Lycée Louis-le-Grand (Paris) et de l'Ecole Sainte Geneviève (Versailles), il est en 1914 sous-lieutenant au 28e Régiment d'artillerie et participe entre autres à la Bataille de la Marne. Passé en août 1915 à l'aéronautique militaire, il est affecté à la célèbre Escadrille 8 (Croix de Lorraine) dont il deviendra le commandant (2ème Bataille de Champagne de septembre à décembre 1915, Bataille de Verdun de juin 1916 à janvier 1917, Bataille de La Malmaison à partir d'octobre 1917, 2ème Bataille de Picardie en avril-mai 1918, 3ème Bataille de l'Aisne de mai à juillet 1918, Bataille du Soissonnais et de l'Ourcq en juillet 1918, Bataille du Tardennois en juillet-août 1918, Bataille de Champagne et d'Argonne de septembre à novembre 1918).
Diplômé de l'Ecole centrale Paris (Promotion 1921) et Docteur en droit de l'Université de Paris, il est industriel jusqu'en 1936, date à laquelle il est élu député du 6ème Arrondissement de Paris sous l'étiquette Républicain Indépendant (Centre droit). Très inquiet de la montée du nazisme, membre de la Commission de l'aéronautique, il intervient essentiellement sur les questions internationales et militaires.
Le 11 janvier 1939, il est promu lieutenant-colonel. Le 19 juin 1940, il quitte Bordeaux, où l'Assemblée nationale et le gouvernement s'étaient repliés, pour Bayonne. Le 21, il embarque pour la Grande Bretagne avec ses deux fils ainés.
Les 3 et 4 juillet 1940, il s'entretient à Londres avec le général de Gaulle sur la poursuite de la guerre en Afrique du Nord et la création des Forces Aériennes Françaises Libres (FAFL) dont deviendront membres ses deux fils ainés (son second fils mourra pour la France aux commandes de son avion à l'âge de 20 ans). Le 10 juillet, réfugié à Londres, il ne prend pas part au vote des pleins pouvoirs au maréchal Pétain,.
Il ne retrouve pas de mandat parlementaire après le conflit.
il est le beau père de Pierre de Boisdeffre et le grand père de Rémy Daillet-Wiedemann.

## Principales décorations
- Croix de guerre 1914-1918 avec sept citations (5 palmes, 2 étoiles),
- Légion d'honneur :
  - Chevalier (15 septembre 1916)[4],[5].
  - Officier (15 décembre 1932)[6].
  - Commandeur (31 décembre 1957)[7],[8].

## Source
« Fernand Wiedemann-Goiran », dans le Dictionnaire des parlementaires français (1889-1940), sous la direction de Jean Jolly, PUF, 1960 